# Мост слободе у Будимпешти
Мост слободе (Szabadság híd) у Будимпешти, Мађарска, повезује Будим и Пешту преко реке Дунав. То је трећи најјужнији мост јавног пута у Будимпешти, смештен на јужном крају центра града. Првобитно се звао Мост Франца Јозефа (Ferenc József híd). 
На његова два краја налазе се два јавна трга, Гелерт трг (у подножју брда Гелерт, са Гелерт Спа и Хотелом Гелерт) и Фовам трг (са Великом затвореном пијацом). 
Мост слободе најкраћи је мост у центру Будимпеште. Првобитно саграђен као део Миленијумске светске изложбе крајем 19. века, године када је мађарска држава прослављала свој 1000. рођендан. Мост садржи дизајн модерне уметности, митолошке скулптуре и грб државе са стране. 
На оба краја конструкције налазе се мале зграде које су продавале карте за трамвај. Ту су и плоче које садрже детаље о изградњи моста. У североисточној кући налази се музеј о мостовима Будимпеште. Мост је први у граду обновљен након претрпљених великих оштећења током Другог светског рата. 

## Изградња
Мост је изграђен између 1894. и 1896. године по плановима Јаноша Фекетехазија. Иако је радикално различит у структури (то је конзолни мост са суспендованим средњим распоном), мост има општи обрис ланчаног моста, који се у време изградње сматрао естетски пожељним обликом. Мост је отворен у присуству цара Франца Јозефа; последњу сребрну заковицу на делу код Пеште, цар је у гвоздену конструкцију убацио сам, а мост је првобитно добио име по њему. 

## Димензије и украси
Мост је дугачак 333,6 м и ширине 20,1 м. Врхови четири јарбола украшени су великим бронзаним статуама Турула, птице налик соколу, истакнутој у древној мађарској митологији. 

## Саобраћај
Бројни трамваји прелазе мост, као и друга путничка возила, али постоји иницијатива да се исти претвори у пешачки мост када се заврши четврта подземна линија метроа. У лето 2016, затварање будимпештанског Моста слободе због реконструкције значило је да је затворен за саобраћај, али отворен за пешаке. Искористивши то, становници града и туристи преобразили су најкраћи прелаз Дунава у пикник на отвореном и зону забаве. Током 2017. године, бројне групе цивилног друштва поднеле су петицију градском већу се мост претвори у пешачку зону викендом. У последње две године, мост је током четири викенда претворен у парк и излетнички простор са разним програмима: од концерата, јутарњих часова јоге, циркуских и позоришних представа, пројекција филмова, па чак и светом мисом једног викенда.